# Primera División de Uruguay 2021
Primera División de Uruguay 2021, även känt som Primera División Profesional 2021: Tabaré Vázquez, var den 120:e säsongen av Uruguays högstaliga Primera División. Det var den 91:a säsongen som ligan hade spelats professionellt. Säsongen bestod av tre delar, Apertura och Clausura samt Torneo Intermedio, som spelades av 16 lag.